# William Simonton
William Simonton (* 12. Februar 1788 bei Harrisburg, Pennsylvania; † 17. Mai 1846 in South Hanover, Pennsylvania) war ein US-amerikanischer Politiker. Zwischen 1839 und 1843 vertrat er den Bundesstaat Pennsylvania im US-Repräsentantenhaus.

## Werdegang
William Simonton wurde zunächst von seiner Mutter unterrichtet und besuchte danach eine Privatschule. Nach einem anschließenden Medizinstudium an der University of Pennsylvania in Philadelphia und seiner 1810 erfolgten Zulassung als Rechtsanwalt begann er im Dauphin County in diesem Beruf zu praktizieren. Zwischen 1823 und 1826 war er dort auch als Bezirksrevisor tätig. Er war ein früher Anhänger des im Jahr 1834 per Gesetz verankerten freien Schulsystems. Politisch wurde er Mitglied der Mitte der 1830er Jahre gegründeten Whig Party.
Bei den Kongresswahlen des Jahres 1838 wurde Simonton im zehnten Wahlbezirk von Pennsylvania in das US-Repräsentantenhaus in Washington, D.C. gewählt, wo er am 4. März 1839 die Nachfolge von Luther Reily antrat. Nach einer Wiederwahl konnte er bis zum 3. März 1843 zwei Legislaturperioden im Kongress absolvieren. Die Zeit ab 1841 war von den Spannungen zwischen Präsident John Tyler und den Whigs geprägt. Außerdem wurde damals bereits über eine mögliche Annexion der seit 1836 von Mexiko unabhängigen Republik Texas diskutiert.
Nach dem Ende seiner Zeit im US-Repräsentantenhaus ist William Simonton politisch nicht mehr in Erscheinung getreten. Er starb am 17. Mai 1846 in South Hanover.